# 朗比库尔
朗比库尔（法語：Rambucourt，法語發音：[ʁɑ̃bykuʁ]）是法国默兹省的一个市镇，位于该省中部偏东南，属于科梅尔西区。

## 地理
朗比库尔（48°50'38"N, 5°45'31"E）面积14.86 平方千米，位于法国大東部大區默兹省，该省份为法国西北部内陆省份，北与比利时接壤，西接马恩省和阿登省，南至上马恩省和孚日省，东临默尔特-摩泽尔省。
与朗比库尔接壤的市镇（或旧市镇、城区）包括：克西夫赖和马尔瓦桑、博蒙、芒德尔欧卡特图尔、塞什普雷、马德河畔布孔维尔、布鲁塞-罗勒库尔。

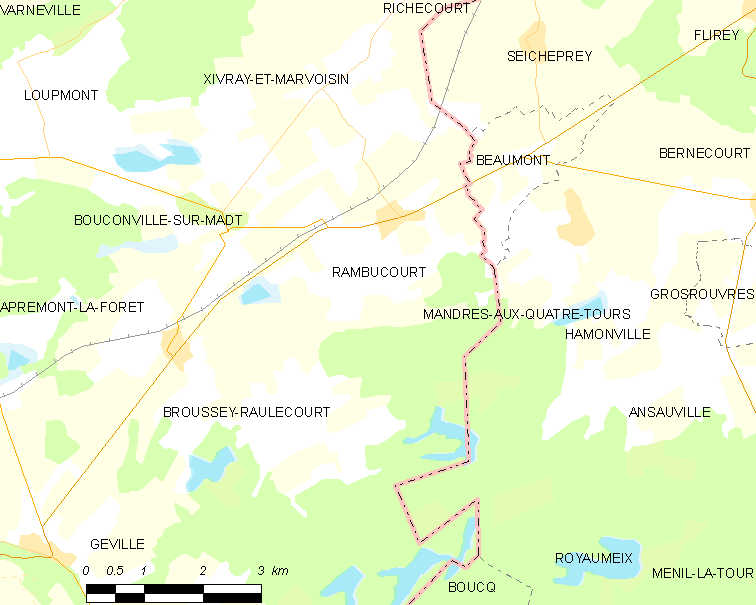
朗比库尔的OSM定位图

朗比库尔的时区为UTC+01:00、UTC+02:00（夏令时）。

## 行政
朗比库尔的邮政编码为55300，INSEE市镇编码为55412。

## 政治
朗比库尔所属的省级选区为圣米耶勒县。

## 人口

1962-2008年间朗比库尔人口变化图示

朗比库尔于2022年1月1日时的人口数量为191人。